# Regionalisme i nacionalisme a Espanya

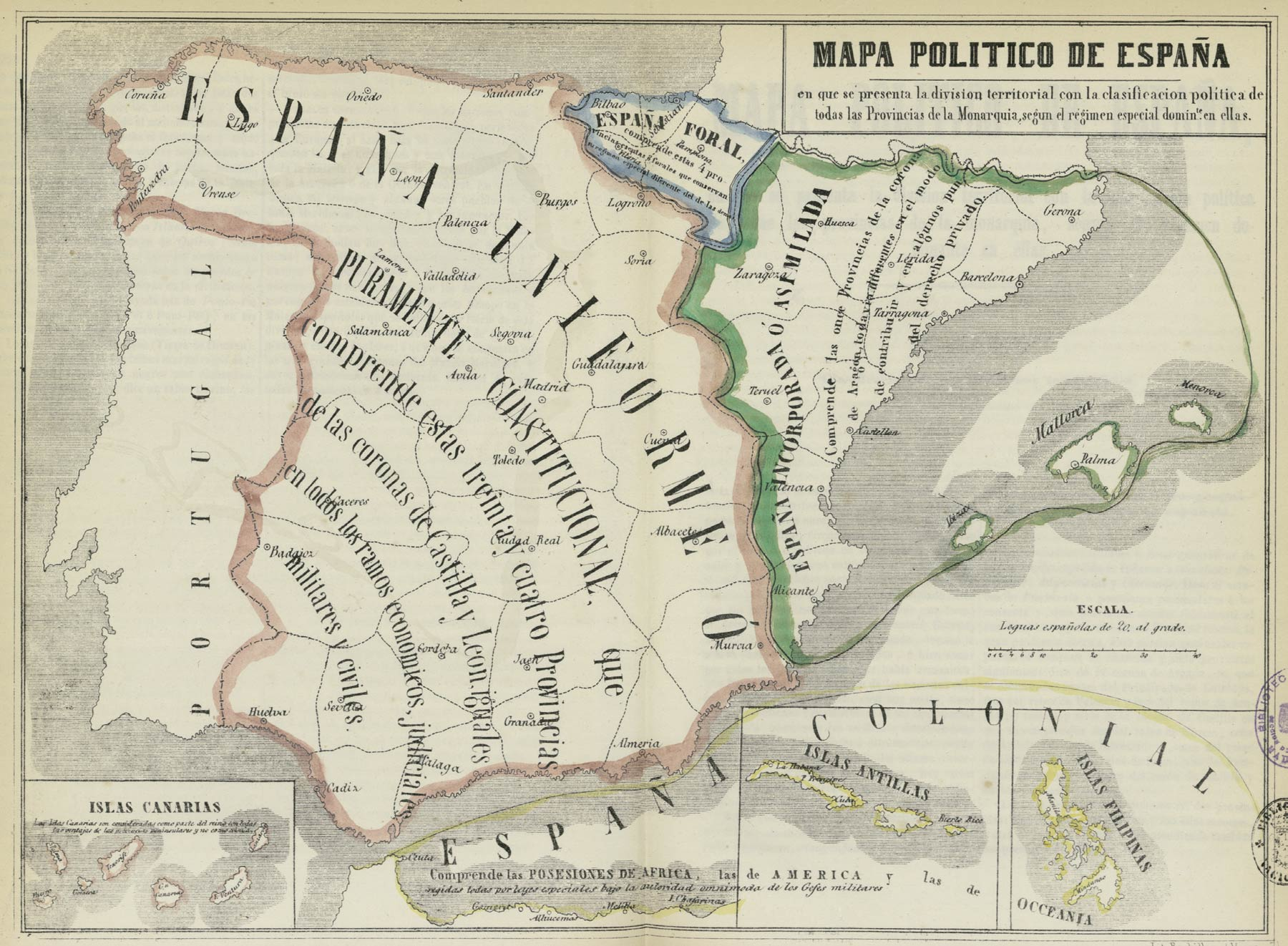
Mapa de començaments del mostrant les regions de dret consuetudinari tradicional (furs) basat en els regnes històrics.

Suport electoral dels partits nacionalistes a Espanya per comunitats autònomes i per províncies al cas especial de Lleó. Dades de les eleccions autonòmiques de 2019-2024.

Suport electoral dels partits nacionalistes a Espanya per comunitats autònomes i per províncies al cas especial de Lleó. Dades de les eleccions autonòmiques de 2015-2016.

Suport electoral dels partits regionalistes a Espanya per comunitats autònomes.

A Espanya hi ha diferents moviments nacionalistes, uns defensen la unitat i existència de la «nació espanyola» i altres sostenen que Espanya és un Estat format per diverses nacions. La majoria d'aquests últims reclamen el dret d'autodeterminació per als seus territoris, amb major implantació en les comunitats autònomes de Catalunya, Galícia, Illes Canàries, País Basc i Navarra, i en menor mesura a Aragó, Andalusia, País Valencià i les Illes Balears.
També existeix el regionalisme, que defensa la identitat regional sense renunciar per això al caràcter nacional d'Espanya, amb major implantació a les comunitats autònomes de Cantàbria, Navarra i La Rioja; en menor mesura, també hi ha regionalismes que proposen dotar d'autonomia a la Regió de Lleó, a la província de Màlaga o a Andalusia Oriental.
Depenent de la implantació d'aquestes ideologies o de la singularitat de la regió, sovint no és fàcil distingir entre moviments regionalistes o nacionalistes, especialment en aquelles zones on aquests moviments estan menys desenvolupats o tenen menor presència política.

## Nacionalisme espanyol

L'actual bandera d'Espanya és la que utilitzen els sectors moderats i constitucionalistes del nacionalisme espanyol.

Bandera sota el règim de Franco, usada avui dia per sectors ultradretans del nacionalisme espanyol.

El nacionalisme espanyol és una ideologia política que afirma l'existència d'una nació espanyola, que s'identifica amb l'actual Estat Espanyol íntegrament territorial, defensant així la unitat d'Espanya sovint mitjançant el centralisme polític.
Altres elements que el nacionalisme espanyol defensa, encara que no exclusivament, són la llengua espanyola, així com la bandera, escut i himne espanyols.
El nacionalisme més moderat al·ludeix a l'article número 2 de la Constitució Espanyola de 1978 que esmenta la indissoluble unitat de la Nació espanyola, pàtria comuna i indivisible de tots els espanyols. No obstant això, el més excloent rebutja la constitució perquè reconeix i garanteix el dret a l'autonomia de les nacionalitats i regions que la integren i la solidaritat entre totes elles.
Històricament, el nacionalisme espanyol va sorgir amb el liberalisme i a la guerra contra Napoleó. No obstant això, a causa de l'apropiació dels símbols i del concepte mateix de nacionalisme espanyol dut a terme per la dictadura franquista, el concepte de "nacionalisme espanyol" sol associar-se en l'actualitat amb les faccions més radicals, com la ultradreta, en molts casos hereves o nostàlgiques d'aquest règim, i que solen realitzar una defensa extrema i a vegades violenta dels postulats d'aquest nacionalisme.
Actualment, la majoria de la població de totes les comunitats autònomes espanyoles se sent identificada amb Espanya.

### Panhispanisme

Bandera de la Hispanitat.

El panhispanisme és el moviment ideològic que defensa la unitat dels pobles de parla o cultura hispana, especialment hispanoamericans, no només en l'àmbit cultural, sinó social, econòmic i fins i tot polític. Amb el nom de panhispanisme s'identifica també l'imperialisme espanyol, sorgit després de la crisi de 1898 defensant una tornada als valors tradicionals i espirituals de l'Espanya imperial. La idea d'imperi el fa ser més aviat universalista que localista, cosa que el fa singular entre alguns nacionalismes.

## Nacionalismes perifèrics

### Moviments nacionalistes en les nacionalitats històriques
Segons l'ordenament legal vigent a l'Estat espanyol, es consideren com a nacionalitats històriques aquelles comunitats autònomes amb una identitat col·lectiva, lingüística o cultural diferenciada de la resta d'Espanya. L'article 151 de la Constitució Espanyola permetia l'accés a l'autonomia d'aquelles regions que en el passat haguessin votat algun projecte d'Estatut d'Autonomia i en el moment de promulgar-se la Constitució tinguessin règims preautonòmics: van utilitzar aquest article Catalunya, Euskadi, Galícia i el País Valencià, aquest últim un cas especial, en trobar-se el seu govern autònom (1937) en un context revolucionari.
A més de les quatre comunitats autònomes esmenades, gaudeixen també de la condició de nacionalitat Andalusia, Aragó (que va comptar amb el Consell d'Aragó com a òrgan administratiu durant la Segona República i va tenir un Avantprojecte d'Estatut), les Illes Balears i les Illes Canàries, les quals han incorporat la definició en llurs respectius estatuts d'autonomia. La resta de comunitats autònomes s'autodenominen com a regió o regió històrica i en el cas d'Astúries i Cantàbria, comunitat històrica.
Per la seva banda, Navarra té la consideració de Comunitat Foral, amb certes especificitats pròpies. cal destacar el cas de Cantàbria i Aragó, territoris en els quals durant la Segona República es va realitzar un projecte d'estatut federal, quedant aquest truncat amb el començament de la Guerra Civil Espanyola. D'altra banda l'any 1883 es va celebrar a la ciutat de La Rioja d'Haro una assemblea presidida pel polític federalista Juan Sayol en la qual es va aprovar la "Constitució Republicana Federal de l'Estat De La Rioja", desvinculant així als republicans federals de La Rioja del projecte federal castellà.

#### Nacionalisme basc

Ikurriña, bandera basca.

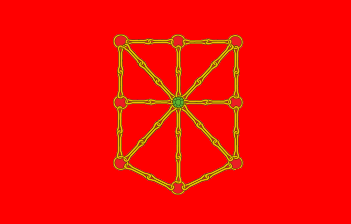
Bandera de Navarra sense corona ni escut, usada freqüentment per l'esquerra abertzale entre d'altres.

El nacionalisme basc, desenvolupat, entre d'altres, per Sabino Arana a la fi del segle xix, és una ideologia política que advoca per la unitat i defensa de l'entitat política dels territoris que entén que configuren la nació basca i que actualment es reparteixen entre dos Estats: Espanya i França, per la qual cosa la seva extensió territorial es correspon amb la del territori definit tradicionalment com a Euskal Herria o Bascònia. Aquest territori comprèn l'actual comunitat autònoma del País Basc i la comunitat foral de Navarra, el comtat de Treviño (província de Burgos), Valle de Villaverde (Cantàbria) i part del departament francès de Pirineus Atlàntics (els tres territoris històrics que conformen el Iparralde: Baixa Navarra, Lapurdi i Zuberoa).
El nacionalisme basc, encapçalat pel "Partit Nacionalista Basc" és el principal moviment polític del País Basc des de principis del segle xx. Des de l'inici de la democràcia ha obtingut majories parlamentàries al Parlament Basc i ha dirigit el Govern Basc tant en la Segona República Espanyola com en la Transició i fins a l'actualitat. Va reunir el 59,61% dels vots a les eleccions al Parlament Basc de 2012.
Un sector nacionalista radical ha advocat per l'ús de la lluita armada per a la consecució dels seus objectius. El front militar el constituïa ETA i el front polític les diverses organitzacions de l'anomenada esquerra abertzale.
A la Comunitat Foral de Navarra, que va mantenir la condició de regne fins a 1841, amb major força al nord que al sud, la presència electoral del nacionalisme basc i el "navarrisme basquista" és menor que a la Comunitat Autònoma del País Basc. Històricament liderat per Herri Batasuna, el vot nacionalista es trobava dispers a partir de l'any 2003, sent que en els comicis forals del 2007, els partits nacionalistes Aralar, EA, PNB i el partit basquista Batzarre van formar a Navarra per a aquestes eleccions la coalició Nafarroa Bai, que és la segona força política de la Comunitat Foral, constituint el nacionalisme basc una quarta part del Parlament de Navarra amb un 23,7% dels vots vàlids i un 27,67% dels vots totals emesos (dels quals el 5,2% van ser nuls). La llista d'EAE-ANV (vinculada judicialment a l'entorn d'ETA) va ser anul·lada, per la qual cosa des d'aquest sector es va encoratjar a realitzar vot nul.
Els partits nacionalistes també es reivindiquen com una de les tendències existents en el navarrisme, oposada al "navarrisme espanyolista" de tendència regionalista.
Les comunitats autònomes del País Basc i Navarra es conserva una pervivència dels seus antics drets històrics forals reconeguda constitucionalment, mantenint entre altres aspectes una autonomia fiscal respecte al Govern d'Espanya; ambdues mantenen relacions culturals, socials i econòmiques, encara que avui dia hi ha un gran distanciament institucional entre els seus respectius governs.
L'actual constitució espanyola preveu la unió d'ambdues comunitats mitjançant un procés que inclou un plebiscit, sense que fins avui s'hagi fet ús d'aquest mecanisme.
Als territoris d'Euskal Herria existeixen diferents partits polítics d'ideologia nacionalista basca:
- Eusko Alderdi Jeltzalea-Partit Nacionalista Basc (EAJ-PNB)
- Bildu; coalició de partits sobiranistes o/i d'esquerres, és la segona força més votada a 14.000 vots del PNB. Formada per EA i Alternatiba, es preveu que Sortu i Aralar també s'hi integrin.
- Eusko Alkartasuna (EA)
- Batasuna; representat, al costat d'Acció Nacionalista Basca (ANV), per Herri Batasuna (HB) i Euskal Herritarrok en el passat; tots ells il·legalitzats a Espanya acusats de vinculació amb ETA.
- Aralar; escissió d'Euskal Herritarrok, va concórrer amb Ezker Batua a les eleccions forals i municipals de 2007
- Abertzaleen Batasuna (AB); present només a Iparralde
- Batzarre; present només a Navarra, és més basquista que nacionalista
- Alternatiba; escissió d'Ezker Batua-Berdeak. Basquista però no nacionalista, integra la coalició Bildu juntament amb EA.

#### Nacionalisme català

Estelada blava, símbol de l'independentisme republicà.

Estelada vermella, símbol de l'independentisme d'esquerra.

El nacionalisme català és un corrent ideològic basat en l'enteniment de Catalunya com a nació, com a resultat de la seva història, la seva llengua i el dret civil català.
Aquest corrent de pensament es va conformar ideològicament durant la primera dècada del segle xx, com una variant del Catalanisme, sorgit com a moviment cultural en la dècada dels anys 1830, i articulat com a moviment polític en les últimes dècades del segle xix.
És un corrent de pensament transversal que aglutina tant a partits polítics i ciutadans d'esquerres com de centre i de dretes. Poden distingir-se bàsicament dos corrents en el nacionalisme català i són tres els partits principals, ja que la resta de les formacions nacionalistes no aconsegueix el 3% de vot.
La primera, la liderada per la coalició Convergència i Unió, més autonomista que la segona, defensa que Catalunya sigui reconeguda com a nació, obtingui majors quotes d'autogovern i sigui reconegut el dret a l'autodeterminació, en el qual els catalans puguin decidir el romandre integrats a Espanya, entès com un estat «plurinacional» i federal, o independitzar-se. CiU és la primera força política del parlament amb un 30,68% dels vots i 50 escons, formació que ocupa actualment la Presidència de la Generalitat de Catalunya.
La independentista, encapçalada per Esquerra Republicana de Catalunya, defensa la idea de la independència de Catalunya a través del dret a l'autodeterminació. ERC és la segona força parlamentària amb un 13,68% dels vots i 21 escons.
El nacionalisme català constitueix majoria parlamentària al parlament català (57,73% de la representació i percentatge de vot electe similar).

##### Independentisme català
L'independentisme català, que pot considerar-se que sorgeix del nacionalisme, constitueix així mateix una oposició a aquest en tenir un projecte diferenciat, més enllà del reconeixement nacional o la potenciació del poder de Catalunya. L'independentisme aspira a l'exercici del dret a l'autodeterminació, a la consecució democràtica de la sobirania i a la creació d'un estat català independent. A més compta amb un marcat accent social car reivindica els drets socials dels individus, a diferència del nacionalisme.
Dins d'aquest moviment hi ha Esquerra Republicana de Catalunya, formació que es defineix ideològicament com una opció independentista, republicana i d'esquerres. D'altra banda, també hi ha l'Esquerra Independentista, en la qual s'inclouen organitzacions juvenils com Arran, i partits polítics com la Candidatura d'Unitat Popular. Aquesta opció advoca per la formació d'un estat català i es defineix com un moviment socialista. A les eleccions al Parlament de Catalunya de 2012, ERC va obtenir 21 diputats i la CUP 3.

##### Pancatalanisme

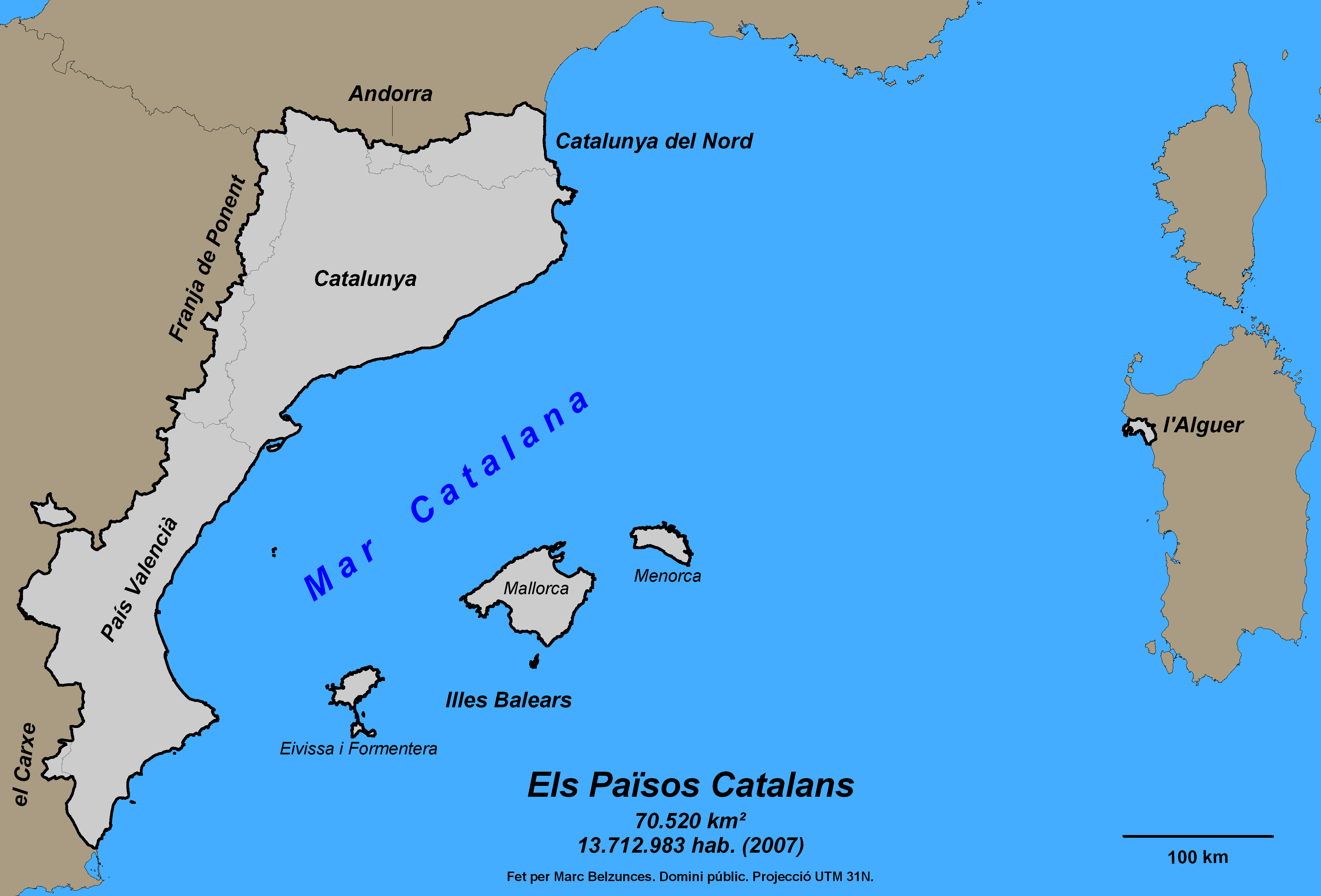
Mapa dels Països Catalans

Dins del nacionalisme i independentisme catalans, existeix un consens tàcit sobre l'extensió de la «nació catalana», si bé es fa més o menys èmfasi en aquest concepte segons quina organització es tracti. Englobaria les actuals comunitats autònomes de Catalunya, Comunitat Valenciana i Illes Balears, la franja oriental d'Aragó (Franja de Ponent), Andorra, la Catalunya del Nord i el municipi sard de L'Alguer, constituint així els Països Catalans, amb base en la unitat cultural i lingüística d'aquests territoris. Sobre la voluntat de consecució política d'un estat únic pels Països Catalans també hi ha disparitat d'opinions, si bé totes les opcions coincideixen a considerar aquest horitzó com una cosa llunyana, donada la situació minoritzada del nacionalisme catalanista a la resta de comunitats autònomes implicades.
El terme «pancatalanisme» és utilitzat majoritàriament pels grups oposats ideològicament, com els grups espanyolistes o els regionalistes valencians.
Aquest corrent està representat principalment per Esquerra Republicana de Catalunya, Iniciativa per Catalunya Verds - Esquerra Unida i Alternativa i la Candidatura d'Unitat Popular (CUP), tenint un suport important en Catalunya (21, 13 i 3 diputats, respectivament, al Parlament de Catalunya) i un suport irregular i molt minoritari al País Valencià (Eleccions autonòmiques: 0,32% el 2003, 0,49% el 2007; Eleccions generals: 0,50% el 2004, 0,24% el 2008).
A les Illes Balears es presenta en coalició amb altres forces dins del Bloc per Mallorca, on actualment forma govern al costat del PSIB i Unió Mallorquina. Així mateix, les diverses organitzacions de l'Esquerra Independentista que es troben distribuïdes per les comunitats autònomes assumeixen de forma unívoca els Països Catalans com a marc nacional.

#### Nacionalisme gallec

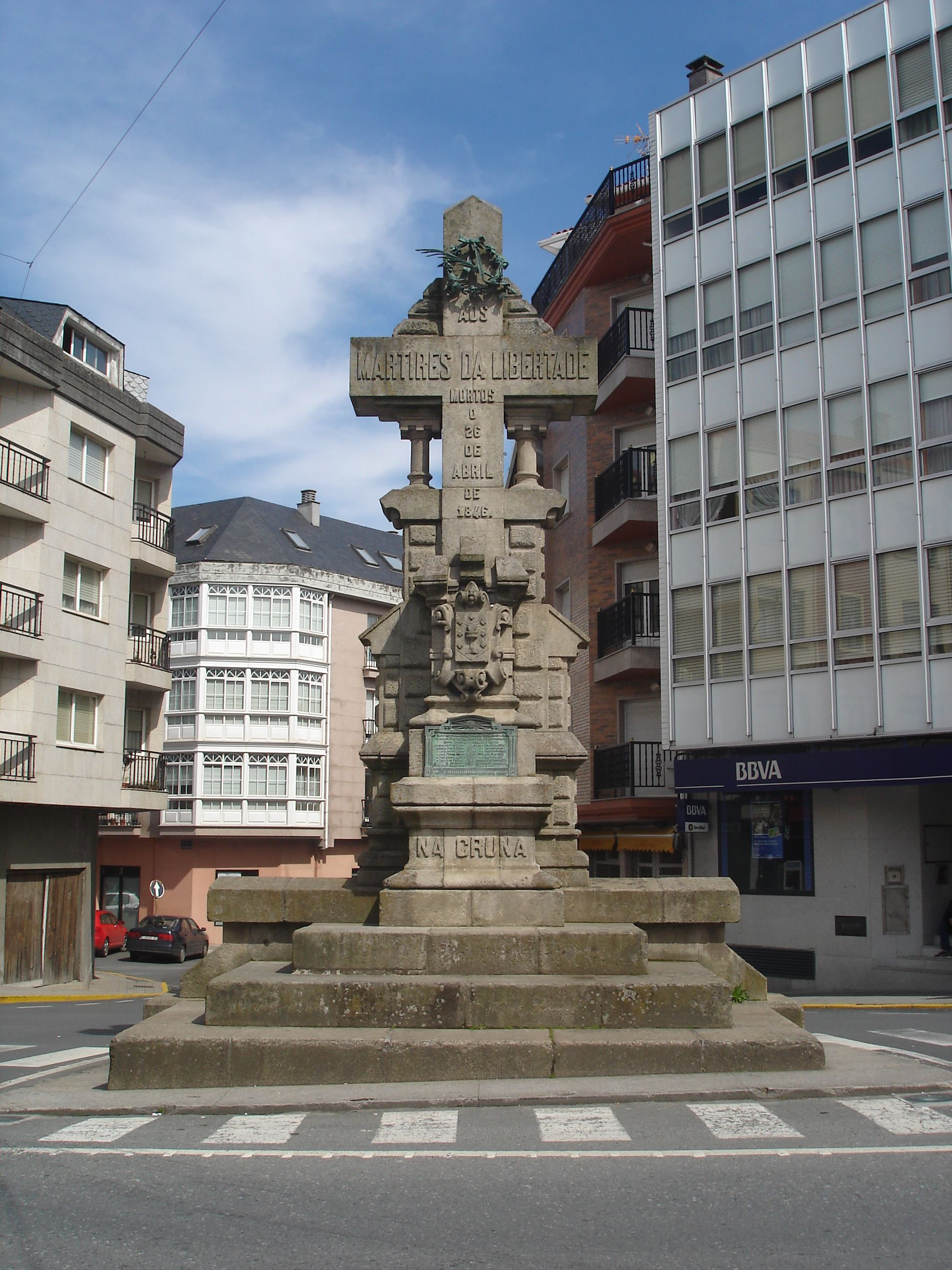
Monument als Màrtirs de Carral, inaugurat en 1905, obra de Juan Álvarez Mendoza. L'aixecament de Solís contra Ramón Narváez suposa una fita per al regionalisme i el nacionalisme gallecs.

«Estreleira»,bandera nacionalista gallega d'esquerres.

El nacionalisme gallec és un corrent ideològic (amb les seves dimensions culturals i polítiques) que advoca pel reconeixement de Galícia com nació. Dins del nacionalisme gallec es poden trobar dos corrents ideològics principals:
- Una, la majoritària, que advoca per una àmplia autonomia, o per la transformació d'Espanya en un estat federal o confederal.
- Una altra, la de l'esquerra independentista, molt minoritària (extraparlamentària), que aposta per la ruptura amb Espanya i amb el model de societat capitalista.

Aquests dos corrents, no obstant això, tenen punts en comú, com són la defensa de la llengua (defensant alguns el reintegracionisme) i la cultura gallega, el reconeixement de Galícia com a nació. Al contrari del que succeeix al País Basc i a Catalunya i, igual que a Navarra, a Galícia hi predomina el nacionalisme d'esquerres, des de posicions que van des de l'esquerra radical (Primeira Linha) fins a posicions moderades de centreesquerra (BNG).
Un dels màxims assoliments del nacionalisme gallec va ser obtenir el govern de la Xunta de Galícia en coalició amb el PSOE, l'any 2005. En les últimes eleccions autonòmiques (2009), el BNG va aconseguir el 16% dels vots i 12 escons (perdent-ne un pel que fa a 2005), la qual cosa els va fer perdre la governabilitat en favor del PP, ja que el PSOE va mantenir els seus mateixos escons.

#### Nacionalisme valencià

Estelada o senyera nacionalista valenciana.

Reial Senyera, reclamada com a pròpia del poble valencià.

Bandera nacionalista d'esquerra d'Esquerra Valenciana (1931), utilitzada actualment per República Valenciana.

El nacionalisme valencià, o valencianisme, és un corrent de pensament polític que aspira al màxim nivell d'autogovern de l'actual Comunitat Valenciana, a conseqüència de la seva consideració com nació política, denominada Nació Valenciana, el seu estatus polític de nacionalitat històrica, recollit en l'estatut d'autonomia valencià.
En l'actualitat, es poden distingir dos corrents dins del valencianisme, amb diversos grau d'acceptació i suport.
La més popular és la denominada col·loquialment com a tercera via, que defensa la creació d'una constitució sobirana del País Valencià o Nació Valenciana' que li permeti organitzar-se en forma de República Valenciana, i la plena normalització del valencià, el qual es reconeix com a pertanyent al mateix sistema lingüístic que el català, però conservant els seus trets diferencials. Els moviments de la tercera via estan integrats en el Bloc Nacionalista Valencià, l'únic partit valencianista amb suport electoral. El BLOC compta amb un diputat provincial per Castelló i un altre per València i és la tercera força municipal amb 384 regidors i unes vint alcaldies. Des de 2010 lidera la Coalició Compromís, una coalició electoral que a les eleccions autonòmiques va obtenir 6 escons a les Corts Valencianes, coalició que va editar també en alguns municipis com València, on la coalició va obtenir el 9% dels vots i 3 regidors. Així mateix, el BLOC compta amb un diputat al Congrés dins de la coalició Compromís, Joan Baldoví.
Al febrer de 2009, el BLOC va afrontar el seu cinquè congrés nacional, on es va votar una nova ponència política, en la qual l'organització va assumir els símbols estatutaris com a propis, sense prejudici de la resta de símbols del valencianisme històric.
El segon corrent està recolzat majoritàriament per sectors de l'esquerra independentista, defensant la integració del País Valencià en el marc nacional dels Països Catalans, concorde a la unitat lingüistica i cultural d'aquests territoris. És defensat per partits polítics minoritaris, com ERPV i el PSAN, que en conjunt van obtenir menys d'un 0,5% dels sufragis tant en les eleccions municipals com en les autonòmiques de 2011.
I finalment el valencianisme secessionista, que defensa aconseguir les majors cotes d'independència per a la Nació Valenciana (nom amb el qual es designaria el territori contingut en l'actual Comunitat Valenciana), negant la unitat de la llengua catalana i postulant que el valencià és una llengua diferent. A diferència del blaverisme, sí que reivindiquen el dret d'autodeterminació del poble valencià. Actualment, aquesta opció estaria representada per Esquerra Nacionalista Valenciana, posicionada en postures mes tercera via en la coalició Per la República Valenciana amb el Partit Valencianista Europeu, defensor de la unitat de la llengua. També cal destacar l'associació "Accio Cultural Social i Econòmica del Regne de València (ARV)" i la "Plataforma Jovenil valencianista (PJV)", a més de l'històric partit Acció Nacionalista Valenciana sense gairebé suport social. És el moviment més minoritari, havent obtingut un 0,11% dels vots.

#### Nacionalisme canari

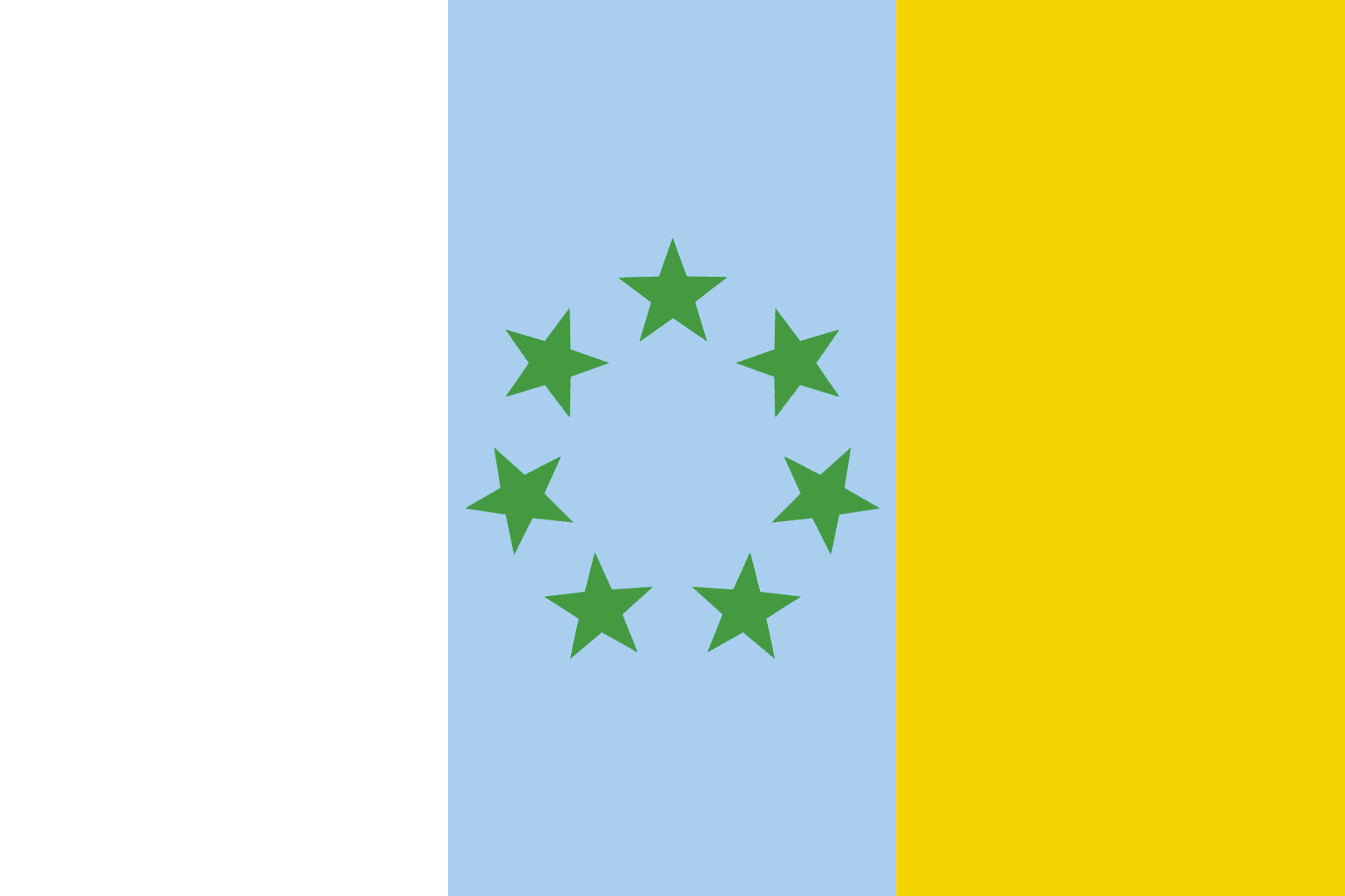
Bandera nacionalista canària.

El nacionalisme canari és un corrent ideològic que pretén la consideració de les Illes Canàries com nació.
Com a nacionalistes es defineixen un gran nombre de partits i organitzacions polítiques i socials canàries, que van des de l'independentisme fins a posicions més moderades de tipus federalista o simplement de caràcter autonomista. La principal formació política que s'autodefineix com a nacionalista és Coalició Canària, partit que ostenta la presidència de la Comunitat Autònoma de Canàries des de 1993, encara que sempre de la mà d'altres partits. En l'actualitat el president de Canàries és el nacionalista Paulino Rivero.
A les eleccions autonòmiques de 2007 més d'un terç de l'electorat canari va votar per formacions que es defineixen com a nacionalistes, com Coalició Canària, Nova Canàries, Centre Canari, Partit d'Independents de Lanzarote o unes altres d'esquerra independentista com a Alternativa Popular Canària. Fora de l'àmbit partidista destaca el sindicat Intersindical Canària i l'organització juvenil Azarug.
Els orígens del nacionalisme canari es remunten a la fi del segle xix i començaments del xx. El nacionalisme va tenir especial rellevància entre les comunitats canàries emigrades a països com Veneçuela i Cuba. En aquest període viu Secundino Delgado, considerat pare del nacionalisme canari, i es funda a l'Havana el Partit Nacionalista Canari.
En els anys finals del franquisme i durant la Transició espanyola el nacionalisme canari cobra una puixança sense precedents. En 1964 es funda a Algèria el Moviment per a l'Autodeterminació i Independència de l'Arxipèlag Canari (MPAIAC), liderat per Antonio Cubillo, partidari de la lluita armada i les tesis sobiranistes les quals van ser recolzades per la Unió Africana. Aquest reconeixement per part de l'OUA, que va arribar a recolzar una intervenció a l'ONU a favor de la independència de l'arxipèlag, intervenció que no es va dur a terme per culpa d'un intent d'assassinat d'Antonio Cubillo per part del govern espanyol el 1978. Al cap independentista se li adjudica la creació de la bandera nacionalista canària, amb set estels verds, reconeguda en l'actualitat per la majoria de les formacions nacionalistes canàries, inclosa Coalició Canària.
Des de finals dels anys 80, després de la desintegració de Unión del Pueblo Canario, partit que va arribar a ser el tercer més votat de l'Arxipèlag i va aconseguir una acta de diputat a les Corts espanyoles, el nacionalisme canari s'ha vist majoritàriament representat per les formacions que des de principis dels 90 han confluït al voltant de Coalició Canària.

#### Nacionalisme aragonès

L'estrelada aragonesa.

El nacionalisme aragonès és un moviment polític i social que defensa que Aragó té història, idioma, lleis i cultura pròpies suficients per tenir una major autonomia i fins i tot per conformar una nació independent. Fonamenta les seves bases ideològiques sobre la història medieval del Regne i la Corona d'Aragó i la seva singularitat com regne medieval. Té un fort caràcter cultural i ecologista en les seves branques d'esquerres.
El nacionalisme aragonès sorgeix a partir de les primeres formulacions d'un grup d'immigrants aragonesos a Catalunya, els quals es van organitzar entorn del partit Unión Aragonesista, l'agrupació de la Juventud Aragonesista de Cataluña, i la revista El Ebro, que ha estat la principal referència històrica on ha estat exposat el discurs aragonesista primitiu, liderat doctrinalment per Gaspar Torrente i per Julio Calvo Alfaro. Aquesta publicació mostra com l'aragonesisme, al principi va girar al voltant del regeneracionisme de principis del segle XX per pura inèrcia intel·lectual, donant-se les característiques d'aquell moviment com l'especial recalcament en la regionalització cultural, atribuir-li a la regió la condició de part privilegiada i essencial d'Espanya, i dures crítiques contra el caciquisme. Durant la Segona República espanyola l'aragonesisme manté el vell discurs regeneracionista anticaciquil. A partir de llavors comença a emprar-se l'expressió nacionalitat en substitució de regió però sense qüestionar la nació espanyola, limitant-se a proposar la seva regeneració mitjançant el federalisme i la constitució política de les regions, amb clares influències del federalisme de Pi i Margall.
Un dels símbols més emprats pel nacionalisme aragonès és l'estrelada aragonesa, formada per les quatre barres d'Aragó i un estel vermell al centre, encara que també es fa servir la bandera formada per les quatre barres amb escut o sense. Hi ha una altra estrelada aragonesa, en la qual l'estel és blanc sobre un fons blau a la caserna superior esquerra de la bandera; era la bandera del partit Estado Aragonés, que, al costat de Unión Aragonesista, són els primers partits nacionalistes aragonesos, a la primera meitat del segle xx.
En l'actualitat, els principals partits aragonesistes (ordenats per resultats electorals en les autonòmiques de 2007) són els següents:
- Partit Aragonès Regionalista (PAR). Nacionalisme moderat de centredreta. És la tercera força política a Aragó, però actualment compta amb 7 diputats a les Corts d'Aragó.
- Chunta Aragonesista (CHA). Nacionalisme moderat d'esquerres. És la quarta força política a Aragó. Actualment compta amb 4 diputats a les Corts d'Aragó. Fins al 2006 reconeixia el dret a l'autodeterminació del poble aragonès. No són independentistes i/o sobiranistes.
- Iniciativa Aragonesa (INAR). Nacionalista de centre. Escissió del PAR. Sense activitat.
- Puyalón de cuchas (PYLN). Partit independentista d'esquerres, escindit de CHA en 2008. Està integrat al Bloque Independentista de Cuchas (BIC). Minoritari i extraparlamentari, però compta amb alguns regidors al Pirineus.
- Estau Aragonés (EA). Partit independentista progressista, molt minoritari i extraparlamentari.

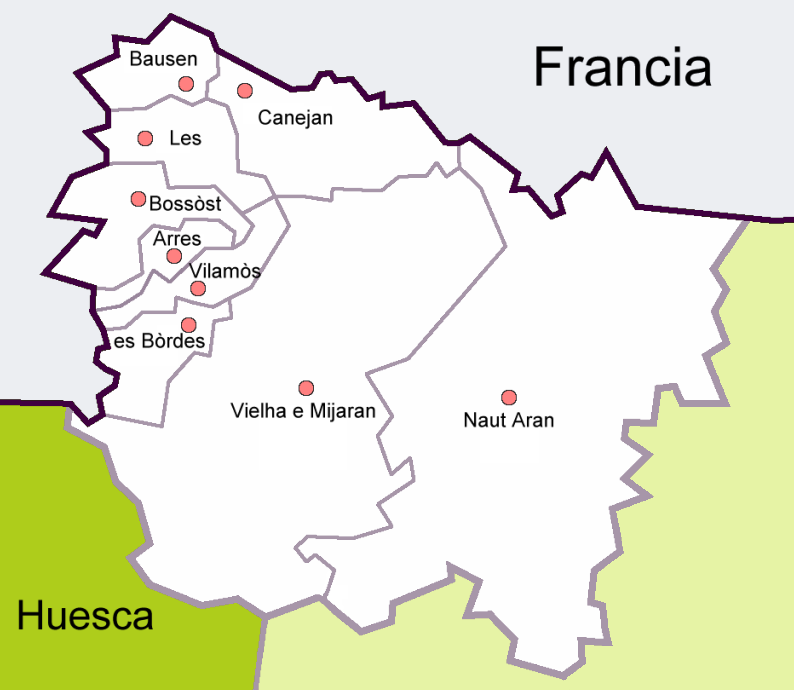
Municipis de la Vall d'Aran.

- Tierra Aragonesa (TA). Partit sobiranista, foralista, molt marginal i extraparlamentari.

Aquests partits nacionalistes d'Aragó sumen conjuntament entre un 10% i un 26% de l'electorat aragonès.

#### Nacionalisme aranès

Bandera pròpia del la Val d'Aran.

El nacionalisme aranès reivindica la creació d'un pacte de lliure unió d'aquesta vall pel que fa a Catalunya. El fonament està basat en una llengua, l'aranès, una cultura, i una identitat diferent a la catalana. De fet, aquesta vall, que formava part del Regne d'Aragó, va ser annexionada a la província de Lleida després de la divisió provincial de 1833. I, malgrat que va formar part d'Aragó durant molts anys, tradicionalment és occità. Avui dia compta amb una assemblea pròpia anomenada Consell General d'Aran (Conselh Generau d'Aran oficialment en occità) que ha reclamat a la Generalitat de Catalunya ser reconeguda com a realitat nacional.
El Consell General d'Aran va aprovar per unanimitat el 2005 un document en el qual sol·licitava que el nou estatut d'autonomia de la comunitat catalana establís un pacte de lliure unió d'Aran amb Catalunya. Finalment, el 21 de gener de l'any 2015 s'aprovà al Parlament de Catalunya la nova Llei d'Aran (l'Àlex Moga en va ser el Diputat relator), que reconeixia la Vall d'Aran com a realitat nacional occitana i li atorgava el dret a decidir lliurement el seu futur. Els partits que han reclamat el reconeixement a la Generalitat de Catalunya de realitat nacional per a la Vall d'Aran són Unitat d'Aran, Convergència Democràtica Aranesa i el Partit Renovador d'Arties e Garòs
La Val d'Aran compta amb un himne nacional propi, anomenat Montanhes araneses, una bandera pròpia basada en la bandera tradicional d'Occitània i un escut propi.

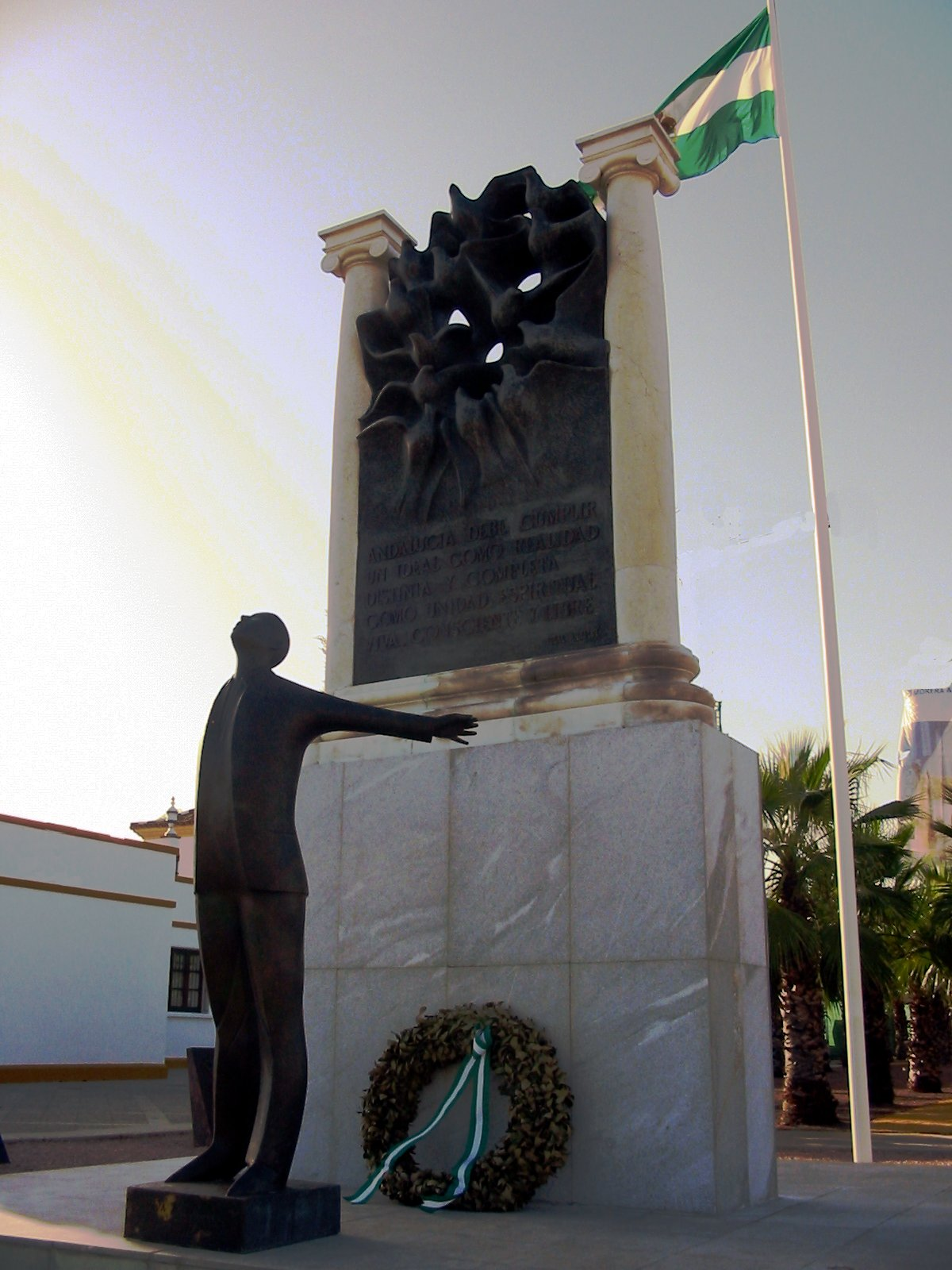
Monument a Blas Infante

#### Nacionalisme andalús

Bandera nacionalista andalusa.

El nacionalisme andalús és un moviment polític i social que defensa el reconeixement d'Andalusia com una nació dins d'Europa.
Els principals partits polítics que representen al nacionalisme andalús són el Partit Andalusista (PA), el Partit Socialista d'Andalusia (PSA) i altres partits més minoritaris i independentistes, com Nación Andaluza (NA), Asamblea Nacional de Andalucía (ANA). També s'ha de nomenar al Sindicat d'Obrers del Camp (SOC) i al Bloc Andalús d'Esquerres (BAI), així com a altres grups com l'organització juvenil Jaleo!!!, organització independentista i socialista.
El conjunt de vots andalusistes va ser d'un 8,46% a les eleccions al Parlament d'Andalusia de 2004. El Partit Andalusista va ser l'únic partit nacionalista andalús que tenia representació parlamentària (5 diputats al Parlament d'Andalusia) entre 2004 i 2008, però els va perdre a les eleccions autonòmiques de 2008.
No obstant el nacionalisme andalús, està encara representat al parlament a través del parlamentari Juan Manuel Sánchez Gordillo, dirigent de la CUT-BAI, partit nacionalista andalús d'esquerres integrat en IULV-CA.

### Moviments nacionalistes a la resta de comunitats autònomes

#### Nacionalisme asturià

Asturina, bandera nacionalista asturiana usada habitualment pel nacionalisme d'esquerres.

Al Principat d'Astúries, no és un fenomen destacat com a Catalunya o al País Basc. El nacionalisme existeix com un moviment extraparlamentari a la política asturiana, amb presència en alguns municipis, però principalment com a moviment social.
El nacionalisme asturià és principalment progressista; des d'un principi les organitzacions obertament nacionalistes a Astúries van ser així. El primer partit polític nacionalista va ser el Conceyu Nacionalista Astur (CNA) el 1976. Després de la seva desaparició agafaria el testimoni del nacionalisme una altra força d'esquerres, l'Ensame Nacionalista Astur (ENA) el 1982, la també esquerrana Xunta Nacionalista Asturiana (l'ENA i la XNA conformaran el 1988 l'organització Unidá Nacionalista Asturiana). El Partíu Asturianista (PAS) que seria "asturianista, interclassista i de progrés" segons els seus Estatuts. Andecha Astur seria "socialista" i naixeria el 1990 dels expulsats de l'UNA. Altres organitzacions posteriors nacionalistes també serien progressistes, com IAS (ara és part d'Unidá). Els partits nacionalistes asturians conservadors són el Partíu Asturianista i la Unió Renovadora Asturiana
Els principals partits i coalicions que recullen clarament la consideració d'Astúries com a nació són (per ordre de vots):
Amb representació a la Junta General
- Izquierda Xunida d'Asturies, la federació asturiana d'Esquerra Unida defensa la definició de la comunitat com nacionalitat històrica[25] i, com a element fonamental del seu projecte polític, l'objectiu de la construcció d'Astúries com a país en el marc de l'Estat Federal plurinacional i Republicà que ens ha de conduir a una Europa Social.[26]

Sense representació en la Junta General, però sí als concejos
- Asturianistes por Nava (3 regidors i alcaldia a Nava) i Compromisu por Asturies (2 regidors, un a Carreño i l'altre a Ḷḷena).
- Partíu Asturianista (2 regidors, un a Valdés i l'altra a Bimenes)
- Conceyu Abiertu (1 regidor a Noreña)

#### Nacionalisme càntabre

El lábaro càntabre, proposta de bandera oficial.

El nacionalisme càntabre és una ideologia recent, ja que abans dels anys 70 no va haver-hi cap partit polític o associació nacionalista a Cantàbria que fes provenir les seves arrels del cantabrisme d'èpoques anteriors. El nacionalisme càntabre només va estar present al Parlament de Cantàbria (llavors Assemblea de Cantàbria) entre 1988 i 1991 amb el Partit Nacionalista de Cantàbria. Des de 1995 està representat pel partit Conceju Nacionaliegu Cántabru que no té representació parlamentària i que en les eleccions autonòmiques de 2007 va obtenir un 0,36% dels vots.
Entre les seves propostes destaquen el fet d'assumir el lábaro càntabre com a bandera oficial de Cantàbria, el reconeixement institucional de la llengua càntabra i la comarcalització de la regió.

### Altres moviments nacionalistes
En aquest apartat es descriuen altres moviments nacionalistes dins l'estat espanyol que, o bé no gaudeixen d'opcions polítiques que els representin i es tracta únicament de corrents de pensament, o bé han evolucionat cap a posicions regionalistes.

#### Nacionalisme extremeny

Bandera del nacionalisme i independentisme extremeny.

El Nacionalisme extremeny és un moviment polític testimonial i sense desenvolupar de la comunitat autònoma d'Extremadura. A la comunitat autònoma d'Extremadura han existit intents de crear moviments que anessin més enllà del típic regionalisme extremeny que no han prosperat. Avui no existeixen moviments plenament nacionalistes extremenys organitzats ni partits nacionalistes registrats. No obstant això, el PREx de Coalición Extremeña (PREx-CREx) va donar el 2007 un gir en el qual reconeix el caràcter de nació per Extremadura encara que sense canviar la seva línia regionalista cap a un possible nacionalisme extremeny.
Els més propers a aquestes tendències solen tenir sovint unes postures més reivindicatives cap a l'idioma extremeny que els regionalistes.
Com a anècdota cal destacar que el 1999 es va inscriure al registre de partits polítics el "Bloc Nacionalista Extremeny", que cert moviment d'extrema esquerra d'àmbit extremeny en els anys 80, el BPEX, va tenir relacions amb altres moviments sobiranistes o independentistes d'esquerra d'altres zones i que el 1986 el Bloque Extremeñista Revolucionario ocupava l'alcaldia de Majadas de Tiétar.
Segons les enquestes, els extremenys estan entre els que se senten més identificats amb Espanya o fins i tot al capdavant en aquest aspecte, mentre que, a la pregunta de com se'n senten d'orgullosos de pertànyer a Extremadura, els resultats també estan entre els més alts. A la pregunta en la qual es posen en comparació els sentiments extremeny i espanyol, els resultats no són molt diferents dels d'altres comunitats com Aragó. En una enquesta de CEPS-multiprofessional, l'any 2005 el 4,2% dels extremenys enquestats va afirmar sentir-se "només extremeny", Sota de tot s'esmenten els resultats referits al sentiment espanyol i extremeny entre els extremenys.] mentre que en les enquestes del CIS la xifra ha oscil·lat entre el 0,6% i el 3%.

#### Nacionalisme murcià

Bandera nacionalista murciana.

El nacionalisme murcià, o murcianisme polític, és un corrent de pensament d'afirmació de la nació murciana, com a poble definit per una història, llengua i cultura pròpies i comunes a tots els territoris del sud-est de la península Ibèrica, que componen l'anomenat País Murcià. Un dels punts clau del nacionalisme murcià seria la falta de correspondència entre el territori de la Regió de Múrcia (Comunitat Autònoma formada per la província de Múrcia) i el del País Murcià, identificat a grans trets amb la Conca del Segura.
Els postulats fonamentals del murcianisme polític es basarien en una defensa del model de democràcia directa ja propugnat pels revolucionaris cantonals murcians del segle xix. Aquests postulats portarien al murcianisme polític a plantejar una reforma de caràcter federal.
El naixement del Partit Federal Murcià, fundat per Antonio Gálvez Arce, i la Revolució Cantonal de Cartagena que va desembocar en el Cantó Murcià, es prenen com l'inici del nacionalisme murcià. Des de 1978, el murcianisme polític ha estat representat per diversos partits (Partido del País Murciano, Partido Murcianista, Unión de los Pueblos de Murcia, Unión Democrática de la Región de Murcia). Tanmateix, mai no han aconseguit representació a l'Assemblea Regional de Múrcia. Nogensmenys el Partit Murcianista aconseguí 9 regidors a les eleccions municipals de 1991, i Unión Democrática de la Región de Murcia 3 regidors a les eleccions municipals de 2007. Actualment no hi ha cap partit que representi aquest moviment.

## Regionalisme

### Regionalisme càntabre

Bandera de Cantàbria.

El regionalisme càntabre o cantabrisme és una ideologia política de la comunitat autònoma de Cantàbria que aposta per la defensa dels valors tradicionals de la regió, que defensa els costums i la personalitat pròpia del poble càntabre, així com la defensa i el desenvolupament del mitjà rural a Cantàbria. Aquest últim factor fa que aquest corrent sigui especialment fort en l'àmbit rural.
Aquesta ideologia va propiciar la consecució de la comunitat autònoma per a Cantàbria, ja que abans, sota el nom de província de Santander, formava part de la regió de Castella la Vella (entre 1833 i 1981). El 1998 es va reformar l'estatut d'autonomia de la comunitat, eliminant-se l'article 38 que preveia una possible annexió futura de Cantàbria a una altra comunitat, en clara referència a Castella i Lleó, que el seu estatut encara recull aquesta opció en la seva disposició transitòria setena.
Miguel Ángel Revilla del Partit Regionalista de Cantàbria (PRC), és un dels màxims exponents del regionalisme a Espanya. El seu partit va ser segon en les eleccions autonòmiques de 2011 al parlament de Cantàbria amb un 29,15% dels vots i 12 escons.

### Cartagenerisme

Bandera de la província marítima de Cartagena, usada pels cartageneristes.

Extensió d'una hipotètica província de Cartagena dins de la Regió de Múrcia.

El cartagenerisme és un moviment social, polític i ideològic que persegueix el reconeixement d'un territori autònom centrat en Cartagena i la seva comarca (Camp de Cartagena), que inclou els municipis de La Unión, Los Alcázares, San Javier, San Pedro del Pinatar, Torre Pacheco, Fuente Álamo, Mazarrón i algunes pedanies del sud de Múrcia, com Lobosillo, i que formen la seva àrea metropolitana, així com la defensa de la identitat cartagenera i del seu entorn.
El territori en qüestió tindria una extensió similar a la província de Guipúscoa, una població de 405.181 habitants, superior a la de 16 províncies espanyoles i la seva capital, Cartagena, té més població que 33 capitals de província. A més li correspondrien 4 escons al Congrés dels Diputats i 4 al Senat.
El regionalisme cartagener o cartagenerisme es basa en la dilatada història de la ciutat, "la ciutat trimil·lennària", una de les més antigues d'Espanya i d'Europa; així com en la seva importància industrial i demogràfica (tan sols quinze capitals de província són més grans). Tot això fa que el sentiment de molts cartageners sigui el de pertànyer a una ciutat i regió històrica diferenciada, sobretot de la Regió de Múrcia, comunitat autònoma a la qual pertanyen.
Estudis de la Universitat de Múrcia han demostrat que, jurídicament, la Constitució preveu i permet la creació de noves províncies i, econòmicament, denuncia el caràcter centralista de la Regió de Múrcia i aconsella la seva reestructuració en dues o tres províncies alhora que defensa la viabilitat econòmica de la nova província.
És un vessant de pensament que aglutina tant a ciutadans d'esquerra com de centre i dreta, dins la qual poden distingir-se bàsicament dos corrents, en funció de la relació que els cartageneristes creuen que ha de tenir Cartagena amb la Regió de Múrcia, a la qual pertany actualment.
- Provincialisme: defensa la constitució de Cartagena com la 51a província d'Espanya i l'obtenció de majors quotes d'autogovern respecte al govern espanyol de la Regió. Alguns partidaris del provincialisme van més enllà i demanen el seu reanomenament com a "Comunidad del Sudeste", "Comunidad Levantina"[41] o "Región Autónoma del Levante Sur" denominacions, a la seva manera, de veure's més neutrals que la de "Regió de Múrcia". També proposa el nomenament de Cartagena com a capital de la Regió per haver estat fundada anteriorment i haver tingut una gran importància històrica. També és cas de Santiago de Compostel·la i Mèrida, que, si bé no són capitals de província, són capitals de les seves respectives comunitats autònomes, Galícia i Extremadura. Una altra de les opcions que proposen és la capitalitat compartida entre Cartagena i Murcia, similar a la capitalitat de les Illes Canàries, compartida entre Santa Cruz de Tenerife i Las Palmas de Gran Canària. Cartagena ha estat citada en algunes ocasions com la capital legislativa de la Regió, fins i tot pel seu president.
- Regionalisme: defensa la segregació total entre Cartagena i la resta de la Regió amb la finalitat de crear una comunitat autònoma independent de la Regió de Múrcia, a la qual veuen com una agrupació de població artificial. Es tracta d'un corrent molt minoritari i que no compta amb cap partit polític que la recolzi.

D'entre els partits polítics que defensen la biprovincialitat destaca Moviment Ciutadà de Cartagena i la plataforma 2es+. Molts cartageneristes al·ludeixen a la història de la ciutat, amb més de 3000 anys d'història per justificar la recuperació de la província, que es va eliminar amb la divisió de 1833. Un dels punts de partida del cartagenerisme és la Revolució cantonal de 1873, durant la qual la ciutat de Cartagena va liderar la insurrecció federalista contra la Primera República i es va independitzar de la resta d'Espanya formant el Cantó de Cartagena.
Políticament existeixen o han existit diversos partits polítics com el Partit Cantonal que va governar la ciutat o actualment el Moviment Ciutadà de Cartagena que lluiten per aquesta idea, la de recuperar la importància que històricament ha tingut Cartagena. Des que s'instaurés la democràcia, el cartagenerisme ha tingut representació a l'Ajuntament de Cartagena en totes les legislatures excepte en dues d'elles, i fins i tot va arribar a aconseguir l'alcaldia de Cartagena una vegada, en el període 1987-1991.

### Regionalisme valencià

Senyera valenciana, bandera oficial de la Comunitat Valenciana que representa al poble valencià i a les tres províncies valencianes, Castelló, València i Alacant

El regionalisme valencià, també denominat com blaverisme, és un moviment originalment populista i heterogeni, de base espanyolista i nascut a la segona meitat del segle XX i durant la transició democràtica, que aglutina sectors d'ideologia majoritàriament regionalista o foralista. Es defineix, per sobre de tot, per la seva negació que existeixin elements simbòlics i culturals importants que siguin compartits per catalans i valencians.
El moviment té especial arrelament a la capital i les comarques adjacents. El partit polític més significatiu és Unió Valenciana, que va arribar a tenir un 10,5% dels vots a les eleccions autonòmiques de 1991 i va formar part d'un govern regional conjunt amb el PP durant la legislatura de 1995-1999. Des de llavors el seu suport electoral ha disminuït considerablement, amb un 0,95% del vot en les eleccions autonòmiques de 2007. Una escissió d'aquest partit, Coalició Valenciana (també d'ideologia regionalista valenciana), va aconseguir un 0,72% dels vots a les eleccions de 2007.

### Regionalisme balear

Bandera de les Illes Balears.

El regionalisme balear (mallorquí, menorquí, eivissenc i formenterenc), conegut també com a balearisme o mallorquinisme, és un corrent polític que té els seus fonaments en la realitat insular de l'arxipèlag, en el curs històric de les illes i en la singularitat cultural i lingüística. Té entre els seus teòrics a Miquel dels Sants Oliver.
El principal partit polític d'orientació regionalista balear és Unió Mallorquina, reciclada amb el nom de Convergència per les Illes que va obtenir a les eleccions autonòmiques de 2007 un 6,75% dels vots i 3 escons. Altres partits sense representació parlamentària són Partit Balear (0,20%), Unió d'es Pobble Baléà (0,17%), Clau de Mallorca (0,16%), el Partit Illenc de ses Illes Balears (0,09%) i la recentment fundada Lliga Regionalista de les Illes Balears. El conjunt d'aquests partits suma un 7,28% del vot i va aconseguir entrar al govern balear l'any 2007.
Revesteixen progressiva importància, pel seu accentuat balearisme, els col·lectius Coordinadora d'Entitats Balearistes i Grup Ramon Llull, de recent creació.

### Regionalisme riojà

Bandera de La Rioja.

El regionalisme de La Rioja és un corrent polític de la Comunitat de La Rioja que defensa la identitat històrica i cultural d'aquesta regió; no és gens nou, ja que ja al segle xix es va crear la constitució republicana federal de l'estat de La Rioja perquè aquesta regió estigués sola dins de l'estat espanyol, encara que finalment no es va aconseguir fins a finals del segle xx.
Defensa també que La Rioja natural és més extensa que l'actual comunitat autònoma i crítica el que ells denominen efecte frontera en referència a la sobirania fiscal del País Basc i Navarra.
El partit polític que recolza principalment aquest regionalisme és el Partido Riojano, que va obtenir a les eleccions autonòmiques de 2007 un 5,95% del vot.

### Regionalisme navarrès

Bandera de la Comunitat Foral de Navarra.

El regionalisme navarrès és un moviment polític que advoca per la defensa de la identitat de Navarra com a comunitat diferenciada dins de la unitat d'Espanya, del règim foral de Navarra, del seu estatus com comunitat foral i del conveni econòmic de Navarra amb l'Administració General de l'Estat.
Igual que el nacionalisme basc té els seus orígens en el foralisme, però al contrari que aquest actualment s'oposa al fet que Navarra formi part al costat de la resta dels territoris bascos d'un ens polític comú.
Els partits polítics que propugnen i defensen aquesta tendència del navarrisme-espanyolista, encara que amb certes diferències en les seves postures, són Unió del Poble Navarrès (UPN), aliat polític del Partit Popular fins a 2008 en la comunitat foral, i la seva escissió centrista, avui dia desapareguda, Convergència de Demòcrates de Navarra (CDN).

### Regionalisme alabès
Més conegut com a alavesisme, va ser una tendència política minoritària vinculada al partit polític Unitat Alabesa (UA), que defensava que Àlaba devia constituir-se com a comunitat diferenciada del País Basc igual que ho va fer Navarra. De fet un dels seus lemes va ser Álava como Navarra.
Igual que el regionalisme navarrès, aquest corrent també era foralista, defensava un règim foral propi par Àlaba dins d'Espanya.
Actualment aquest moviment és residual, ja que el partit polític que va defensar aquestes tesis va acordar la seva dissolució el 2005 per falta de suport electoral després de les eleccions basques de 2005 amb un 2,2% del vot alabès.

### Regionalisme extremeny
El regionalisme extremeny és un corrent polític extremeny que defensa la identitat pròpia d'Extremadura i dels extremenys. Denúncia amb freqüència l'oblit i l'abandó al qual, al seu judici, està sotmesa la regió per part del poder central espanyol.
Els partits regionalistes extremenys són Coalición Extremeña (PREx-CREx), Extremadura Unida, Socialistes Independents d'Extremadura (SIEx) i Unión del Pueblo Extremeño (UPEx). La majoria es presenten a les eleccions en coalició amb altres partits (SIEx amb IU, PREx-CREx amb PSOE, EU amb PP).
Els grups presents a l'Assemblea d'Extremadura són Coalición Extremeña (PREx-CREx), de centreesquerra, amb tres diputats (integrats dins el grup del PSOE) i Extremadura Unida (EU), de dreta o centredreta, amb un diputat (integrat en el grup del PP).

### Regionalisme castellanolleonès

Bandera de Castella i Lleó.

El regionalisme castellà-lleonès és un moviment polític i cultural que té l'objectiu d'assenyalar i preservar la identitat històrica i cultural de Castella i Lleó, convertida avui en comunitat autònoma espanyola. Dos dels partits polítics lligats a aquesta ideologia són PANCAL (fundat a Zamora) i Unidad Regionalista de Castilla-León (fundat a Salamanca). El primer ja ha desaparegut en l'actualitat i alguns dels seus membres van passar a Unidad Regionalista de Castilla-León; el segon compta amb una representació repartida després de les últimes eleccions per les províncies d'Àvila, Palencia, Salamanca i Valladolid. En temps de la preautonomia també van destacar Alianza Regional de Castilla y León (fundada a Valladolid) o l'Instituto Regional Castellano-Leonés (fundat a Palència).
L'aparició del sentiment regionalista castellanolleonès no és alguna cosa que sorgeixi amb l'autonomia o preautonomia: ja en la Primera República espanyola es va intentar crear la regió castellanolleonesa formada per les províncies d'Àvila, Burgos, León, Logronyo, Palencia, Salamanca, Santander, Segòvia, Soria, Valladolid i Zamora. Des de llavors, els principals mitjans de comunicació (El Norte de Castilla, El Avance de Salamanca, Diario de Burgos, Diario de León,...) es van fer ressò d'aquest regionalisme. Va ser un regionalisme fort que es va veure truncat pel franquisme.

### Regionalisme manxec

Bandera regionalista manxega de 1906 actualitzada (substitueix l'escut d'Alfons XIII per l'estel).

Contrari a les tesis pancastellanistes i basat en la signatura del Pacte Regional Manxec de 1869, el manxeguisme modern propugna l'existència d'una regió geogràfica, històrica, econòmica i etnològica a La Manxa completament diferenciada de les regions limítrofes, generalment identificada amb les actuals províncies d'Albacete, Ciudad Real, Conca i Toledo. Atès que les tesis castellanistes i les manxeguistes són plenament enfrontades, en incloure les primeres al total de les províncies manxegues dins de Castella i separar les últimes La Manxa de Castella, molts castellanistes veuen absurda aquesta idea i la fan blanc de totes les seves crítiques.
Altres tesis del regionalisme manxec estenen el seu regionalisme al total de la comunitat autònoma de Castella-la Manxa, com el Partit Regionalista Manxec.

### Lleonesisme

Bandera proposada per representar al País Lleonès, de color porpra.

El lleonesisme és un moviment cultural i socio-polític regionalista que persegueix el reconeixement de part dels territoris de l'antic regne de Lleó (el País Lleonès o Regió Lleonesa, amb les províncies de Lleó, Zamora i Salamanca), com a regió i nacionalitat històrica i el seu establiment en comunitat autònoma pròpia, separada de l'actual autonomia de Castella i Lleó.
El principal partit polític lleonesista és la Unió del Poble Lleonès (UPL), que ocupa 2 escons en les Corts de Castella i Lleó, existint també el PREPAL. Ha sorgit recentment el PAL-UL com a escissió de la UPL. UPSa per la seva banda es defineix com a salmantinista únicament, però en la seva ponència recull clarament que León, Zamora i Salamanca formen una regió.
Al País Lleonès, el suport polític al lleonesisme és d'un 8,74%, si bé en la província de Lleó representen un 15,41% en les eleccions autonòmiques de 2007.
En el Barocyl 2005 es formulava als ciutadans de les tres províncies lleoneses si voldrien formar autonomia amb les altres dues. Les dades que va analitzar el prestigiós professor Alcántara, afirmaven que Salamanca era la província amb major propensió a l'entitat autonòmica lleonesa amb un 42% d'afirmacions, pel 31% de León i Zamora.

### Castellanisme i pancastellanisme

L'actualment conegut pels castellanistes com a pendó comuner.

Existeixen diversos moviments que poden qualificar-se de castellanistes: ja siguin d'índole regionalista o nacionalista, al marge de la seva orientació política (progressista, esquerrana, socialdemòcrata, dretana...). Remunten les seves arrels polítiques en el Pacte Federal Castellà de 1869, signat per representants i delegats de 17 províncies. Propugna la unificació de les actuals cinc comunitats autònomes d'arrel castellana: Cantàbria, Castella i Lleó, Castella-la Manxa, La Rioja i Madrid (així com de diverses comarques que no pertanyen a aquestes comunitats autònomes, però hi han pertangut històricament a Castella).
Electoralment, és un moviment testimonial. Els principals partits polítics que defensen aquestes tesis són Tierra Comunera (1,16% a Castella i Lleó i 0,26% en Castella-la Manxa), Izquierda Castellana, Partit Regionalista Castellà i Unión Castellanista. A Cantàbria i La Rioja la presència d'aquest moviment és totalment residual.

### Bercianisme

Bandera d'El Bierzo.

El bercianisme és un moviment cultural i polític que reclama el reconeixement de la singularitat d'El Bierzo i una major autonomia administrativa. Tradicionalment, el bercianisme reivindicava la restauració de la província del Vierzo (el territori que ocupa la comarca d'El Bierzo més els territoris que van formar part d'aquesta província en 1822. Fins i tot hi havia veus minoritàries que reclamen una autonomia uniprovincial.
Després de l'arribada de la democràcia, el 1978, les veus que reclamaven tímidament aquesta descentralització van intentar organitzar-se davant la creació de l'Estat de les autonomies, realitzant diverses iniciatives, entre les quals destaca el Manifest Bercianista de 1978, un document signat per personalitats importants de la societat berciana
Dels partits bercianistes que van sorgir al final de la dècada de 1970, Independents del Bierzo, Associació Veïnal Independent, Partit del Bierzo, només sobreviu aquest últim. Altres partits han sorgit posteriorment, Esquerra Berciana, Partit Provincialista del Bierzo, Partit Regionalista del Bierzo (fundat per l'expresident del Partit del Bierzo després de ser expulsat del Partit del Bierzo), Unitat Bercianista.
Després d'uns resultats acceptables a la fi de la dècada de 1980 i principis de la de 1990, el bercianisme polític va patir en els seus resultats electorals un desgast, accentuat després de l'expulsió de l'expresident del Partit del Bierzo, actualment compta amb una representació institucional mínima (solament governen en coalició, en un municipi, Castropodame, eleccions municipals espanyoles de 2007).

### Regionalisme d'Andalusia Oriental

Logotip del Partit Regionalista per Andalusia Oriental (PRAO), únic partit en l'actualitat d'ideologia regionalista d'Andalusia Oriental.

Bandera proposada per la PAO per a Andalusia Oriental.

El regionalisme d'Andalusi Oriental o orientalisme és un moviment de caràcter regionalista de les províncies andaluses orientals o, simplement, ‘sud-orientals' (Jaén, Granada i Almeria, excloent Màlaga), que actualment s'ha vist potenciat per la recentment creació de la Plataforma per Andalusia Oriental.
Aquest antic moviment ciutadà, encapçalat ara per aquesta plataforma, té com a objectiu la creació d'una comunitat autònoma independent a l'actual Andalusia que agrupi aquestes tres províncies.
Així, aquest moviment, que ja va ser recolzat per la UCD en els primers anys de democràcia, és de caràcter obert, ja que advoca per la pluralitat de pensament i no es defineix dins cap rang de l'espectre polític. Es justifica apel·lant a raons de diferent índole recollides en l'ideari de l'esmentada Plataforma.
Aquestes raons, segons la plataforma, són tant històriques, ja que es remunten a l'acte-administració que Andalusia Oriental gaudia anys enrere i que va quedar paralitzada després de l'Assemblea de Còrdova de 1933. Aquesta assemblea, proposada per Blas Infante, advocava per la unió de totes les províncies andaluses i va ser aprovada malgrat l'abandó dels assembleistes de Jaén, Granada i Almeria; com a culturals, a causa que es queixaven de la colonització cultural imposada des de Sevilla. Però les seves principals raons per a l'autonomia són econòmiques, basant els seus arguments en què aquestes tres províncies no es beneficien dels avantatges de la descentralització d'Espanya i en què totes les competències i la gestió monetària estan fortament centralitzades a Sevilla i províncies confrontants; i raons estratègiques: Els partidaris d'aquest moviment pensen que la unió d'aquestes tres províncies i el seu acte-administració donaria lloc a una millora econòmica i social que els trauria dels últims llocs de desenvolupament per regions d'Europa.
Així mateix, també hi ha un partit polític d'ideologia regionalista d'Andalusia Oriental (orientalista): el Partit Regionalista per Andalusia Oriental (PRAO), creat com a evolució de la Plataforma per Andalusia Oriental (PAO).

### Regionalisme malagueny

Bandera de Màlaga.

A Màlaga hi ha associacions que postulen per la secessió de la província de Màlaga d'Andalusia i es divideixen en dos diferents vessants: d'una banda els regionalistes, que defensen la constitució d'una nova comunitat autònoma uniprovincial diferenciada d'Andalusia, que es denominaria Regió de Màlaga; i per una altra d'altra banda es troben els defensors de la integració de la província de Màlaga dins d'una nova CC.AA. d'Andalusia Oriental.
Dins d'aquest activisme polític caldria destacar el paper de l'Associació Rayya al costat de la Plataforma Pro Autonomia Regió de Màlaga, plataformes que el seu objectiu és l'autonomia uniprovincial de Màlaga. Aquestes associacions rebutgen el centralisme de la Junta d'Andalusia, oposició especialment reflectida en qüestions com la Llei de la Capitalitat per a Sevilla, o en l'extinció de la Confederació Hidrogràfica del Sud, antic organisme governamental, que va tenir la seva seu a Màlaga des de la seva creació el 1960, i que va ser dissolt gradualment per la Junta d'Andalusia, primer integrant-ho en l'Agència Andalusa de l'Aigua i posteriorment, traslladant la seva Direcció general des de Màlaga a Sevilla.

### Regionalisme al Campo de Gibraltar

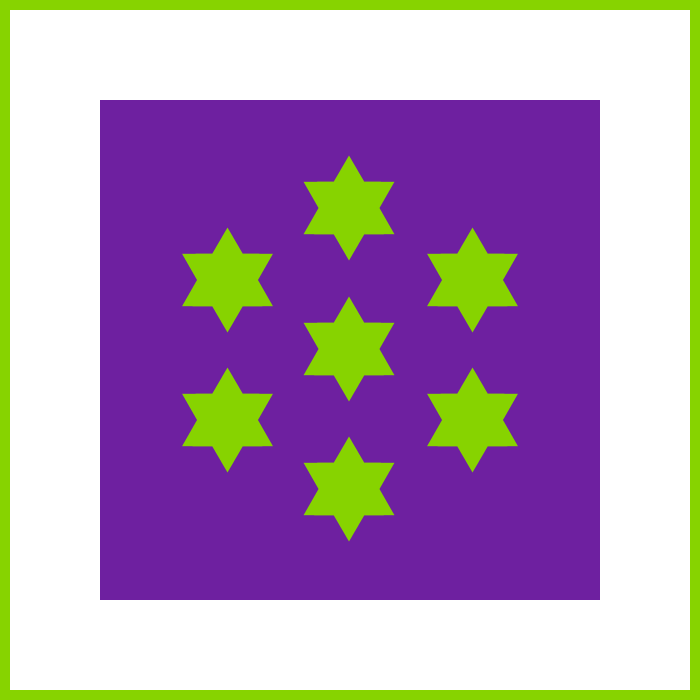
Estendard del Campo de Gibraltar.

A la fi dels anys 1990 va sorgir al Campo de Gibraltar un moviment popular per la conversió de la comarca en una província d'Andalusia independent de Cadis. basat en moviments comarcalistes previs. En el seu millor moment arribà a comptar amb un 70% de suport popular.
Aquesta iniciativa va ser liderada pel llavors alcalde d'Algesires, l'andalusista Patricio González, que va sol·licitar al Govern d'Espanya un referèndum per la novena província. Aquesta petició va ser denegada, juntament amb el seu recurs al Tribunal Suprem l'any 2000.
Des de llavors, les reclamacions per una província per al Camp de Gibraltar han perdut intensitat, encara que recentment està tornant a un primer pla gràcies a l'acció del partit Convergencia Andaluza.

### Ceuta i Melilla
Hi ha dues identitats en aquestes ciutats africanes. Els cristians de parla espanyola són similar als andalusos, una minoria dels cristians (al voltant del 25% a Ceuta) també té arrels catalanes, però Ceuta també té una mica d'arrels portugueses i Melilla va estar en estret contacte amb el francès al segle xix. Els musulmans bilingües parlen l'àrab i sobretot el berber, a més de l'espanyol i tenen relacions familiars, comercials i culturals amb el veí Marroc, encara que en general mantenen la seva lleialtat política a Espanya, tot i l'afirmació del Marroc en les dues ciutats. Aquesta llengua berber es fa servir de vegades entre els espanyols de la ciutat (els musulmans, els cristians, jueus, altres), especialment de Melilla com el francomarroquí. (lingua franca), moltes paraules foren adaptades del comerç quotidià amb el Marroc i Algèria durant el colonialisme francès de 1830-1962.